# Anabasis articulata
La Anabasis articulata es un arbusto de pequeño porte de la familia de las amarantaceas.

## Descripción
Arbusto de unos 50 cm. La mata de un color azulado - ceniciento. Con ramas muy cortas, muy divididas de hasta 4 mm de grosor y frágiles, articuladas, artejos que en su borde superior forma una pequeña escara,  que en su cara cóncava es vilosa (con pelo largo). Las hojas son opuestas, que abrazan al tallo (amplexicaules ) y están unidas entre sí, una simple escamilla escariosa y aguda. Dos bractéolas, más cortas que el perianto, agudas y con vello (pubescentes).
|  | La flor de hasta medio centímetro es axilar y opuesta, agrupadas en inflorescencias con un cierto aspecto de espiga (espiciformes) en la parte superior de las ramillas. Piezas periánticas escariosas y oblongas, con dos externas y tres internas. Estilo corto; estigmas erectos o recurvos. En la fructificación pueden desarrollar un ala transversal, dando al conjunto de la planta un bello color rojizo. El ovario es pubescente o papiloso. Fruto de pericarpo caronoso |

## Taxonomía
Anabasis articulata (Forssk.) Moq. in DC., Prodr. 13(2): 212 (1849)

### basónimo
Chenopodiaceae Salsola articulata Forssk. Fl. Aegypt.-Arab. 55. 1775

### Etimología
anábasis f. del griego anábasis = ascensión, subida. articulata referente a sus ramas articuladas.

### Vernáculo
Salicornia articulada, sosa, gurullos

#### Sinonimia
- Anabasis articulata var. ascendens Le Houér. Bull. Soc. Bot. France 107: 20 1960.[6]
- Anabasis crassa  Moq. Chenop. Monogr. Enum. 166 1840.[7]
- Anabasis hispanica Pau	Bol. Soc. Aragonesa Ci. Nat. 2: 66 1903.[8]
- Anabasis mucronata (Lag.) Vicioso Anales Jard. Bot. Madrid 6(2): 24 1946.[9]
- Salsola articulata  Forssk. Fl. Aegypt.-Arab. 55 1775.

## Usos y curiosidades
Las cenizas de las sosas, son ricas en carbonato sódico (Na3Co3) y se han usado tradicionalmente para hacer jabón mediante la reacción química con aceite caliente.
La planta también es conocida por sus propiedades medicinales. En Argelia se utiliza en medicina tradicional par hacer una decocción antidiabética .
Trabajo sobre la anabasis articulata; separar e identificar algunas fracciones bioactivas aisladas de las raíces que es ampliamente utilizada en la medicina tradicional contra el cáncer.
Está incluida en el Catálogo Valenciano de Especies de Flora Amenazadas dentro de la categoría: Especies Vigiladas.